# Parental Guidance (Judas Priest)
Parental Guidance è una canzone dei Judas Priest, estratta come terzo ed ultimo singolo dall'album Turbo nel 1986.
La canzone è stata scritta e registrata in risposta agli attacchi di Tipper Gore nei confronti della band. Il Parents Music Resource Center (PMRC), l'organizzazione guidata dalla Gore, aveva infatti inserito il brano Eat Me Alive (dall'album Defenders of the Faith) al terzo posto nella sua lista dei "Filthy Fifteen" (La sporca quindicina) a causa dei testi sessualmente espliciti.
Il singolo contiene come lato B un remix esteso della canzone Turbo Lover realizzato dal DJ Freddy Bastone.

## Tracce
1. Parental Guidance – 3:24
2. Turbo Lover (Hi-Octane Mix) – 7:21
3. Private Property (live) – 4:17